# アレクサンデル・ヤブロンスキー
アレクサンデル・ヤブロンスキー（Aleksander Jabłoński, 1898年2月26日 – 1980年9月9日）はロシア帝国時代のウクライナ・Woskresenówka 出身のポーランド人の物理学者である。

## 生涯
1898年2月26日にロシア帝国領であった現在のウクライナのハルキウ近郊の町Woskresenówkaで生まれた。ハルキウの高校と音楽学校に通い、コンスタンティ・ゴルスキーのもとでヴァイオリンを学んだ。1916年にハルキウ大学で物理学を学び始めた。しかし、ほどなくして第一次世界大戦が勃発したために中断された。大戦中はロシアで兵役に就いた。大戦が終結し、ヴェルサイユ条約の民族自決の原則により1918年にポーランドが独立を回復すると、ヤブロンスキーは首都ワルシャワに移り、ワルシャワ大学に入学した。1919年から1920年にかけてポーランド・ソビエト戦争においてソ連と戦った。彼はこの功績により1920年にクロス・オブ・ヴァローが授与された。
ワルシャワ音楽院（現在のショパン音楽アカデミー）でヴァイオリンを学び、スタニスワフ・バルセヴィチに師事した。後に物理学に専攻を変更したが、熱狂的な音楽家でもあったヤブロンスキーはワルシャワのオペラ座で第一ヴァイオリンを演奏していた。
1930年に「励起光の波長変化が蛍光スペクトルに及ぼす影響について」という論文でワルシャワ大学で博士号を取得し、その後ドイツのフリードリヒ・ヴィルヘルム大学（現在のベルリン・フンボルト大学）に2年間留学した。ドイツ滞在中はオットー・シュテルンらと研究に取り組んだ。1934年にポーランドに戻り、「光の吸収と放射における分子間相互作用の影響について」という論文で、ワルシャワ大学で大学教授資格を取得した。1946年にニコラウス・コペルニクス大学の物理学長に就任した。1957年から1961年までポーランド物理学会の会長を務めた。

## 研究
分子光物理学において先駆的な研究を行った。発光中心の概念や、フォトルミネセンスの濃度消光と脱分極に関する独自の理論を生み出した。また、放出スペクトル線の圧力幅の研究にも取り組み、圧力幅と分子スペクトルの類似性を指摘した。これは量子力学的な圧力幅理論の発展につながった。1933年にヤブロンスキーが提案したヤブロンスキー図が有名である。この図は光吸収や、蛍光、燐光などの過程を模式的に記述するもので、現代でも光化学の教科書に掲載されている。

## 受賞と栄誉
- 1920年 - クロス・オブ・ヴァロー
- 1951年 - クロス・オブ・メリット
- 1968年 - マリアン・スモルコフスキー・メダル（英語版）